# Història (Polibi)
La Història (en llatí: Historiae, en grec antic: Ἱστορίαι) és un conjunt de llibres escrits per l'historiador grec Polibi (203-120 aC) format per un total de quaranta volums.
Només han perdurat fins avui els primers cinc. De la resta de l'obra, se'n conserven fragments, alguns de molt llargs, (excepte el quarantè llibre que és l'índex). La major part dels textos es van conservar a les biblioteques de l'Imperi Romà d'Orient. Els textos de Polibi no van arribar a Occident fins al segle xv. Posseeix la característica de ser un dels primers historiadors (juntament amb Tucídides) a excloure l'acció divina entre les coses materials i les conseqüències.
La seva Història arribava fins a la caiguda de Cartago i de Corint, l'any 146 aC. La seva obra, que va continuar fins als temps de Sul·la l'estoic Posidoni, va ser molt utilitzada pels historiadors romans, en especial per Titus Livi.
Fou traduïda al català per Antoni Ramon i Arrufat, monjo de Montserrat.